# 聚花白鹤藤
聚花白鹤藤（学名：Argyreia osyrensis）是旋花科银背藤属的植物。分布在印度、缅甸、泰国、印度尼西亚、老挝、越南、斯里兰卡以及中国大陆的海南等地，生长于海拔30米至1,600米的地区，见于林下以及灌丛中。

## 变种
- 灰毛白鹤藤 Argyreia osyrensis (Roth) Choisy var. cinerea Hand.-Mazz.

不同之处为叶面密被瘤状基部的俯伏长柔毛，背面密被极密而蜷曲的灰柔毛，较大的叶片。